# HD 77370
Статью о звезде B Киля см. B Киля, статью о звезде b¹ Киля см. V376 Киля.

HD 77370, также известная как b² Киля (b² Car), — жёлто-белый, спектрального класса F карлик в созвездии Киля с видимым блеском в +5.17. Он удалён от Земли на 85.4 световых года.